# Saint-Jeoire
Saint-Jeoire là một xã trong tỉnh Haute-Savoie thuộc vùng Rhône-Alpes đông nam Pháp.